# ارات‌بن
ارات بن، روستایی است از توابع دهستان ولوپی بخش مرکزی شهرستان سوادکوه در استان مازندران ایران با منظر طبیعی کوهستانی جنگلی با اقلیم چهارفصل برگی دیگر از کتاب آفرینش بهشت مازندران می‌باشد. این روستا در نزدیکی شهر آلاشت و در مسیر جاده توریستی دراسله قراردارد. نام این روستا مرکب از دو کلمه ارات (به معنای کشتزارهای وسیع) و بن به معنای پایین دست می‌باشد.
ساکنین ارات بن اغلب از طایفه سیاوشی و عالیشاه می‌باشند که با مرور زمان و با تغییرات شناسنامه‌ای نام‌های دیگر نیز در این روستا یافت می‌شود.
شامل مناطق :وریشت ،شونشت ،همند ،تپه سپر ،پایین محله و بالا محله 
ارات بن یکی از زیباترین روستاهای ییلاقی کشور می‌باشد.

## جمعیت
این روستا در قرار دارد و براساس سرشماری مرکز آمار ایران در سال ۱۳۸۵، جمعیت آن ۲۵۳ نفر (۸۴خانوار) بوده‌است.